# Dianthus elegans
Dianthus elegans là loài thực vật có hoa thuộc họ Cẩm chướng. Loài này được d'Urv. mô tả khoa học đầu tiên năm 1822.